# Округ Даме-Шпревалд
Округ Даме-Шпревалд (доњелуж. Wokrejs Damna-Błota) је округ на југоистоку немачке покрајине Бранденбург. 
Површина округа је 2.261,1 km². Крајем 2007. имао је 161.699 становника. Има 37 насеља, од којих је седиште управе у Либену. 
Ово је пољопривредни и туристички округ, богат језерима, кроз који протичу реке Шпреја и њена притока Даме. Познат као један од подручја традиционално насељених лужичкосрпском заједницом. 